# Kövér Erzsébet
Rétháti Kövér Erzsébet (Arad, 1895. augusztus 12. – Győr, 1958. május 9.) magyar költő, műfordító, pedagógus.

## Életútja
Az erdélyi örmény nemesi Kövér család leszármazottja.
Budapesten szerzett tanítói oklevelet, Aradon 1936-ig a római katolikus elemi fiúiskolában tanított. Az aradi Vasárnap állandó munkatársa, itt jelentek meg versei, meséi, műfordításai, olaszországi útleírásai. Számos írását, köztük irodalomtörténeti tanulmányait (Tompa Mihályról, Berzsenyiről, Csokonairól, a költő Savonaroláról) az Aradi Közlöny, Pásztortűz, Erdélyi Iskola közölte. Az EIT, az aradi Kölcsey Egyesület, a budapesti Petőfi Társaság és Ráskai Lea Irodalmi Társaság tagja.
Részben vallásos verseket írt, a női lélek érzékenységét formai tökéllyel fejezte ki. Áprily Lajos szerint "névtelen katona az erdélyi Thermopylaeban". Lefordította Mihai Eminescu és Octavian Goga, Goethe és Heinrich Heine több versét.

## Verskötetei
- Versek (Arad, 1924)
- Magamban (Arad, 1926)
- Sziklaélen (Arad, 1928)